# Bristol Scout
O Bristol Scout era um avião biplano simples, de um lugar, originalmente com intenção de servir como avião civil de corrida. Foi adquirido pela RNAS e RFC como um avião de caça.

## Variantes

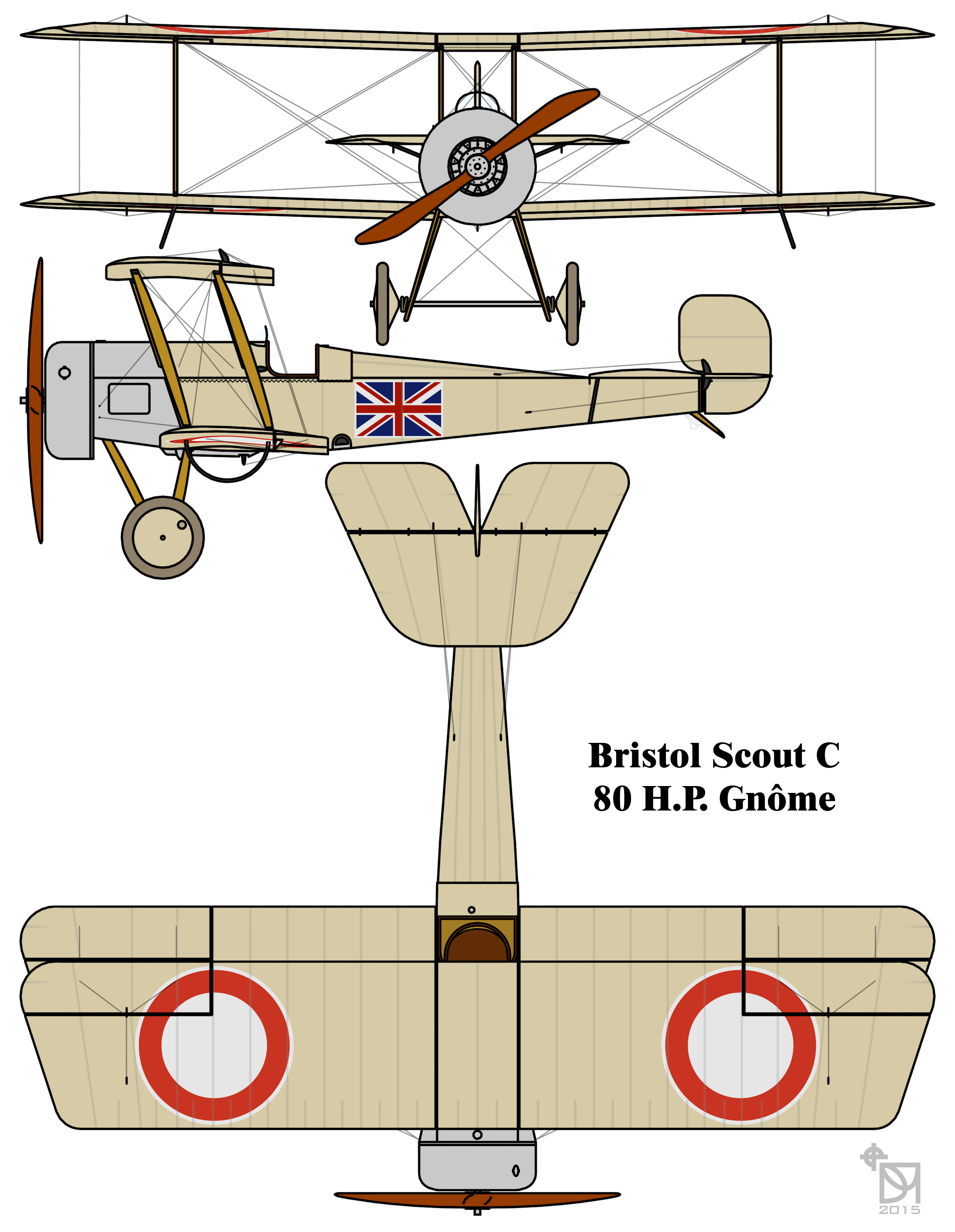
Ilustração de três vistas do Bristol Scout C.

- Scout A
- Scout B
- Type 1 Scout C
- Types 2, 3, 4 e 5 Scout D
- S.2A

## Especificações (Scout D)
Dados de: Bristol Aircraft since 1910.
Descrições gerais
- Tripulação: 1
- Comprimento: 6,30 m (21 ft)
- Envergadura: 7,49 m (25 ft)
- Altura: 2,59 m (8,5 ft)
- Área alar: 18,40 m² (198 ft²)
- Peso vazio: 358 kg (789 lb)
- Peso bruto (carregado): 542 kg (1 190 lb)

Motorização
- Número de motores: 1x
- Tipo do motor: Motor a pistão rotativo
- Fabricante/modelo: Le Rhône 9C
- Potência por motor: 80 hp (59,7 kW)

Performance
- Velocidade máxima: 151 km/h (93,8 mph)
- Autonomia: 2.5 hs
- Tecto de serviço: 4 900 m (16 100 ft)

Armamentos
- Metralhadoras/canhões: 1x Vickers ou Lewis de calibre .303 7,7 mm (0,303 in)